# 乾南陽
乾 南陽（いぬい なんよう、明治3年8月13日（1870年9月8日） - 昭和15年（1940年）6月29日）は日本画家。本名、乾 長光（ながみつ）。
土佐国土佐郡（現:高知県高知市）に土佐藩士の子として生まれ、 東京美術学校日本画科卒業、東台邦画会、日本画官員組乾南陽美術頑張ろうん会会員。

## 代表作
- 「五箇條御誓文」 聖徳記念絵画館蔵（明治神宮外苑）
- 「平重盛」 紙本著色 額装 181x151cm 神宮徴古館蔵[1]